# 민주지산 특전사 동사 사고
민주지산 특전사 동사 사고(岷周之山 特戰司 凍死 事故)는 1998년 4월 1일 5 공수 특전 여단이 천리행군 훈련을 하던 도중 충청북도 영동군 용화면에 소재한 민주지산을 지나가는 과정에서 이상기온으로 인하여 장교 1명과 부사관 5명이 사망한 사고이다. 국방부에서는 이 사고를 바탕으로 한 아! 민주지산이라는 영화를 1999년에 촬영했다.

## 사망자
- 김광석 대위 (학군 30기)[2]
- 이수봉 중사
- 오수남 하사
- 이광암 하사
- 한오환 하사
- 전해경 하사

## 같이 보기
- 육군특수전사령부
- 민주지산